# Beau Knapp
Beau Knapp est un acteur américain né le 17 avril 1989.

## Filmographie

### Cinéma
- 2011 : Super 8 de J. J. Abrams : Breen
- 2012 : No One Lives de Ryūhei Kitamura : Denny
- 2014 : Le Second Souffle : Jackson
- 2014 : The Signal de William Eubank : Jonah
- 2015 : La Rage au ventre d'Antoine Fuqua : Jon Jon
- 2015 : Night Run de Jaume Collet-Serra : Kenan Boyle
- 2015 : The Gift de Joel Edgerton : Détective Walker
- 2015 : What Lola Wants : Marlo
- 2016 : Roxxy : Daryl
- 2016 : The Finest Hours de Craig Gillespie : Mel Gouthro
- 2016 : The Nice Guys de Shane Black : Blueface
- 2016 : Un jour dans la vie de Billy Lynn d'Ang Lee : Crack
- 2017 : Dirty Lies : Viggs
- 2017 : Mercy de Tali Shalom-Ezer : Toby
- 2017 : Sand Castle : Sergent Burton
- 2018 : Death Wish d'Eli Roth : Knox
- 2018 : Destroyer de Karyn Kusama : Jay
- 2018 : Juveniles : Lucas
- 2018 : Measure of a Man de Jim Loach : Willie Rumson
- 2018 : Vandal
- 2019 : Crypto : Martin
- 2019 : Brothers in Arms (Semper Fi) d'Henry-Alex Rubin : Milk
- 2019 : Black and Blue : Smitty
- 2020 : Mosquito State de Filip Jan Rymsza : Richard Boca
- 2021 : The Guilty d'Antoine Fuqua
- 2021 : Ida Red (en) de John Swab : Jay
- 2023 : The Bikeriders de Jeff Nichols : Wahoo
- 2024 : Road House de Doug Liman

### Séries télévisées
- 2017 : Shots Fired
- 2018 : Seven Seconds
- 2019 : Los Angeles : Bad Girls
- 2021 : The Lost Symbol : Mal'akh
- 2022 : New York, crime organisé (saison 3, épisode 1) : Mark Sirenko
- 2022 : New York, unité spéciale (saison 24, épisode 1) : Mark Sirenko
- 2022 : New York, police judiciaire (saison 22, épisode 1) : Mark Sirenko
- 2024 : FBI International : Greg Csonka